# World of Warcraft: Shadowlands
World of Warcraft: Shadowlands este al optulea pachet de expansiune pentru jocul de rol online masiv multiplayer (MMORPG) World of Warcraft, după Battle for Azeroth. A fost anunțat și disponibil pentru precomandă la BlizzCon pe 1 noiembrie 2019. Lansarea sa programată inițial pe 27 octombrie 2020, dar a fost amânată până pe 23 noiembrie, cea de-a șaisprezecea aniversare de la lansarea jocului original.